# Hondo (Texas)
Hondo település az Amerikai Egyesült Államok Texas államában, Medina megyében, melynek megyeszékhelye is. Lakosainak száma 8289 fő (2020. április 1.).

## Népesség
A település népességének változása:

| 2010 | 8 803 |
| 2020 | 8 289 |